# Plechotice
Plechotice és un poble i municipi d'Eslovàquia. Es troba a la regió de Košice, a l'est del país. El nom ve de la paraula eslovac plechota, que vol dir 'erm'.

## Història
La primera referència escrita de la vila data del 1332.

## Demografia
| Godina             | 1994 | 2004   | 2014   | 2024   |
| ------------------ | ---- | ------ | ------ | ------ |
| Nombre de persones | 752  | 781    | 788    | 727    |
| Diferència         |      | +3,85% | +0,89% | −7,74% |

| Godina             | 2023 | 2024   |
| ------------------ | ---- | ------ |
| Nombre de persones | 728  | 727    |
| Diferència         |      | −0,13% |